# Derek Keppel
Sir Derek William George Keppel (7 aprile 1863 – 26 aprile 1944) è stato un ufficiale inglese.

## Biografia
Era figlio di William Keppel, VII conte di Albemarle, e di sua moglie, Sophia Mary MacNab. Studiò presso la Charterhouse School.

## Carriera
Entrò nell'esercito e raggiunse il grado di tenente colonnello nel The Prince of Wales' Own Civil Service Rifles, servendo in India.
Keppel fu nominato scudiero per il duca di York nel 1893, e fu riconfermato come tale quando quest'ultimo divenne Principe di Galles nel 1901. In occasione dell'ascesa al trono di Giorgio V nel 1910 fu nominato vice Master of the Household, e nel 1912 promosso a Master of the Household, carica che mantenne fino al 1936. Continuò come unico Master of the Household durante il breve regno di Edoardo VIII e come scudiero durante il regno di Giorgio VI.

## Matrimonio e discendenza
Sposò, il 20 giugno 1898, Bridget Louisa Harbord (?-24 settembre 1951), figlia di Charles Harbord, V barone Suffield. Ebbero tre figlie:
- Victoria Mary Joan Keppel (2 agosto 1899-14 agosto 1899);
- Anne Keppel (2 febbraio 1901-14 luglio 1951), sposò in prime nozze Sir Philip Broadmead e in seconde Beresford Lockhart-Jervis. Da nessuna delle due unioni nacquero figli;
- Victoria Winifred Keppel (29 aprile 1905-9 luglio 1976).

## Ascendenza
|                                        |             |                             | Genitori                                |  |  | Nonni |  |  | Bisnonni                              |  |  | Trisnonni                             |  |
|                                        |             |                             |                                         |  |  |       |  |  | William Keppel, IV conte di Albemarle |  |  | George Keppel, III conte di Albemarle |  |
|                                        |             |                             |                                         |  |  |       |  |  | William Keppel, IV conte di Albemarle |  |  | George Keppel, III conte di Albemarle |  |
|                                        |             | Anne Miller                 |                                         |  |  |       |  |  | William Keppel, IV conte di Albemarle |  |  |                                       |  |
| George Keppel, VI conte di Albemarle   |             |                             |                                         |  |  |       |  |  | William Keppel, IV conte di Albemarle |  |  |                                       |  |
|                                        |             | Elizabeth Southwell         | Edward Southwell, XX barone di Clifford |  |  |       |  |  |                                       |  |  |                                       |  |
|                                        |             | Elizabeth Southwell         | Edward Southwell, XX barone di Clifford |  |  |       |  |  |                                       |  |  |                                       |  |
|                                        |             | Elizabeth Southwell         | Sophia Campbell                         |  |  |       |  |  |                                       |  |  |                                       |  |
| William Keppel, VII conte di Albemarle |             | Elizabeth Southwell         |                                         |  |  |       |  |  |                                       |  |  |                                       |  |
|                                        |             | Coutts Trotter, I baronetto | Archibald Trotter                       |  |  |       |  |  |                                       |  |  |                                       |  |
|                                        |             | Coutts Trotter, I baronetto | Archibald Trotter                       |  |  |       |  |  |                                       |  |  |                                       |  |
|                                        |             | Coutts Trotter, I baronetto | Jean Mowbray                            |  |  |       |  |  |                                       |  |  |                                       |  |
| Susan Trotter                          |             | Coutts Trotter, I baronetto |                                         |  |  |       |  |  |                                       |  |  |                                       |  |
|                                        |             | Margaret Gordon             | Alexander Gordon, lord Rockville        |  |  |       |  |  |                                       |  |  |                                       |  |
|                                        |             | Margaret Gordon             | Alexander Gordon, lord Rockville        |  |  |       |  |  |                                       |  |  |                                       |  |
|                                        |             | Margaret Gordon             | Anne Duff                               |  |  |       |  |  |                                       |  |  |                                       |  |
| Derek Keppel                           |             | Margaret Gordon             |                                         |  |  |       |  |  |                                       |  |  |                                       |  |
|                                        | Allan McNab | Robert McNab                |                                         |  |  |       |  |  |                                       |  |  |                                       |  |
|                                        | Allan McNab | Robert McNab                |                                         |  |  |       |  |  |                                       |  |  |                                       |  |
|                                        | Allan McNab | Mary Stewart                |                                         |  |  |       |  |  |                                       |  |  |                                       |  |
| Allan Napier McNab                     | Allan McNab |                             |                                         |  |  |       |  |  |                                       |  |  |                                       |  |
|                                        |             | Anne Nancy Napier           | William Napier                          |  |  |       |  |  |                                       |  |  |                                       |  |
|                                        |             | Anne Nancy Napier           | William Napier                          |  |  |       |  |  |                                       |  |  |                                       |  |
|                                        |             | Anne Nancy Napier           | …                                       |  |  |       |  |  |                                       |  |  |                                       |  |
| Sophia Mary McNab                      |             | Anne Nancy Napier           |                                         |  |  |       |  |  |                                       |  |  |                                       |  |
|                                        |             | John Stuart                 | John Stuart                             |  |  |       |  |  |                                       |  |  |                                       |  |
|                                        |             | John Stuart                 | John Stuart                             |  |  |       |  |  |                                       |  |  |                                       |  |
|                                        |             | John Stuart                 | Jane Okill                              |  |  |       |  |  |                                       |  |  |                                       |  |
| Mary Stuart                            |             | John Stuart                 |                                         |  |  |       |  |  |                                       |  |  |                                       |  |
|                                        |             | Sophia Jones                | Ephraim Jones                           |  |  |       |  |  |                                       |  |  |                                       |  |
|                                        |             | Sophia Jones                | Ephraim Jones                           |  |  |       |  |  |                                       |  |  |                                       |  |
|                                        |             | Sophia Jones                | Marie-Charlotte Coursol                 |  |  |       |  |  |                                       |  |  |                                       |  |
|                                        |             | Sophia Jones                |                                         |  |  |       |  |  |                                       |  |  |                                       |  |